# Pohoří Santa Monica
Santa Monica je pobřežní pohoří v jižní Kalifornii. Pohoří je dlouhé přibližně 64 km a táhne se od Hollywood Hills ve městě Los Angeles až po Point Mugu v okresu Ventura County. Nejvyšším vrcholem je Sandstone Peak s 948 m n. m. Jelikož je pohoří relativně obydlené, je oblíbenou turistickou destinací.

## Geografie
Pohoří se vzdouvá cca 60 km západně od losangeleské čtvrtě Hollywood Hills. Za západní konec pohoří je označován Point Mugu v okresu Ventura. Jižní část pohoří, oddělující město Malibu od údolí Conejo, má svůj západní konec již na Mugu Peak, jako drsné, téměř nezdolatelné pobřeží. Právě pohoří Santa Monica přispělo k dlouhotrvající izolaci pobřeží a okolních planin. Civilizace sem plně pronikla teprve až když se zde postavila dopravní infrastruktura. Východní část pohoří odděluje z jihu San Fernando Valley od zbytku města Los Angeles.
Pohoří není nijak zvlášť vysoké ani skalnaté. Ačkoli je na několika místech divoká příroda, přítomnost lidí je na pohoří znát, jelikož tu stojí domy, obchody, a silnice.

## Počasí
Pohoří Santa Monica zažívá suchá léta s relativně pravidelnými mlhami na jižní straně, a deštivými, chladnými zimami.
Jelikož léta jsou zde suchá, často v pohoří dochází k lesním požárům. Vidět sníh je zde vcelku vzácnou záležitostí.
Déšť padá povětšinou v centrální či západní oblasti pohoří, a to se odráží také na místní vegetaci; zatímco na západní straně poblíž města Los Angeles stromy rostou víceméně výhradně poblíž vodních toků, tak centrální a západní strana má více lesnatých oblastí. 

## Parky
Většina z pohoří se nachází v přírodní rezervaci Santa Monica Mountains National Recreation Area. Jelikož je pohoří pro mnoho lidí vysněné místo k bydlení, tak výrazně ubývá divoké přírody ve prospěch rekreačních parků. Proto v roce 2014 komise státní agentury California Coastal Commission a městská rada Los Angeles schválili plán nazvaný Santa Monica Mountains Local Coastal Program. Tento plán počítá se dvěma typy oblastí. První jsou ty, které potřebují přísný dohled, a jsou vlastněny soukromými osobami. Ty druhé jsou oblasti, na kterých je možno stavět, ale pouze za velmi přísných podmínek.
Pohoří Santa Monica je domovem mnoha státních i několika městských parků. Patří mezi ně i druhý největší městský park Kalifornie; Griffith Park.

## Doprava a cesty

Mulholland Drive

Pohořím se také svou podstatnou částí vine i silnice Mulholland Drive; její začátek je na průsmyku Cahuenga. Dále se tato klikatá silnice táhne skrze Woodland Hills až k Sequit Point na pobřeží Tichého Oceánu. Právě u Woodland Hills se nachází křižovatka Mulholland Drive s Mulholland Highway.
Skrze průsmyk Cahuenga se line dálnice U.S. Route 101, což je nejrychlejší a nejsnazší cesta z Losangeleské pánve do údolí San Fernando.
Další známou a velmi využívanou dálnicí, která se táhne pohořím skrze průsmyk Sepulveda, je San Diego Freeway.
Hlouběji v západní části pohoří je Topanga Canyon Boulevard (State Route 27), Laurel Canyon Boulevard, Malibu Canyon Road, a Kanan Dume Road.

## Backbone Trail
Backbone Trail je stezka dlouhá 110 km, která prochází skrze pohoří Santa Monica. Její začátek je na Pacific Palisades, Los Angeles, a konec je v Point Mugu State Park, Kalifornie. Stezka je otevřena pro turisty po celé své délce. Backbone Trail se vine skrze vrcholky a kaňony pohoří Santa Monica. Stezka výškově stoupá a padá téměř rovnoměrně. Scénické výhledy na Ventura County je možno pozorovat na 10 km dlouhém oblouku stezky, začínajícím na Yerba Buena road. Části stezky leží v příměstských oblastech Los Angeles a Malibu. Zbytek stezky leží na území okresů Los Angeles a Ventura. Na Backbone Trail v celé její délce navazují různé cestičky a menší stezky, jež umožňují vstup na Backbone Trail i jinde, než pouze na jejím začátku a konci.

## Fotogalerie

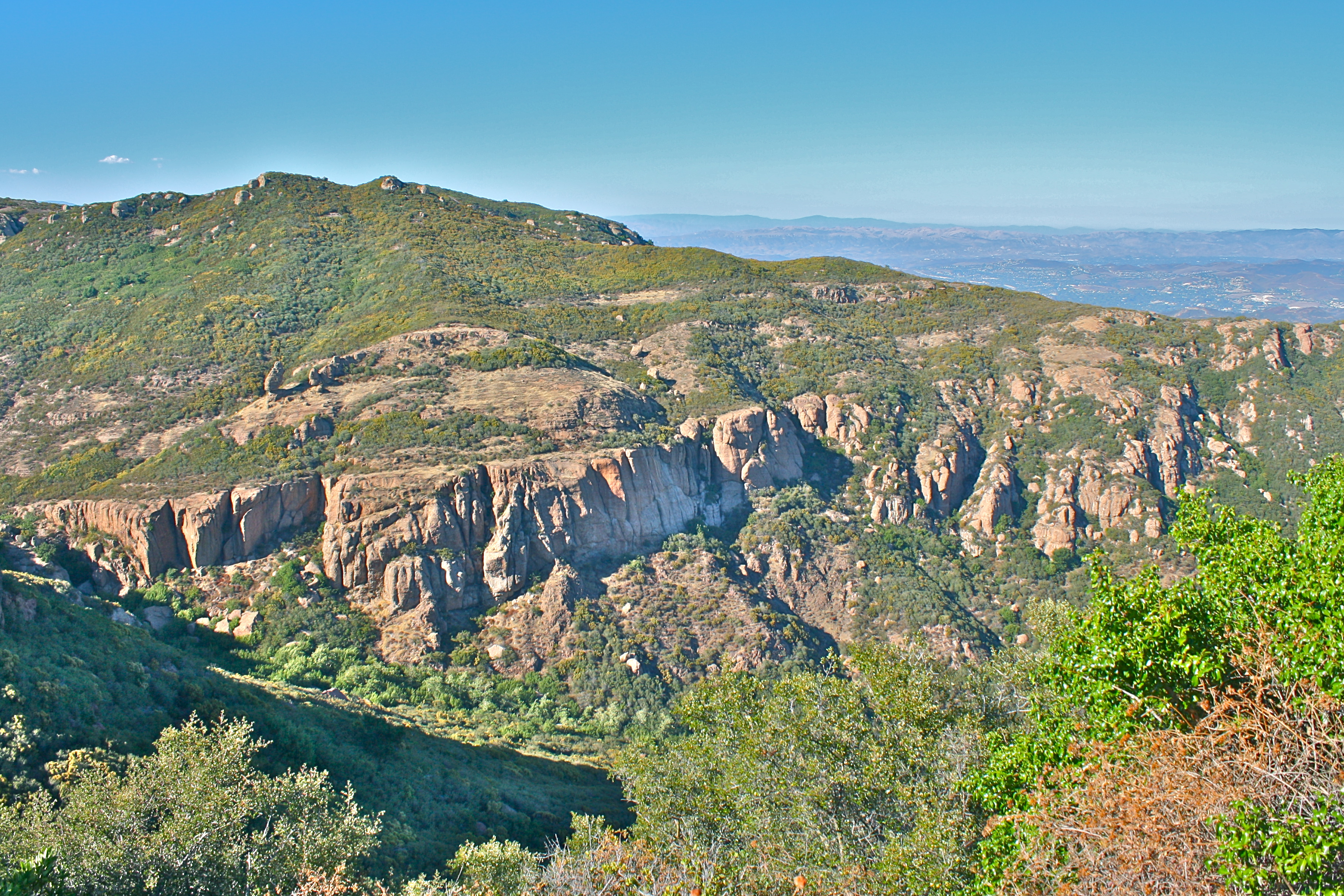
Pohled z Backbone Trail poblíž Westlake Village
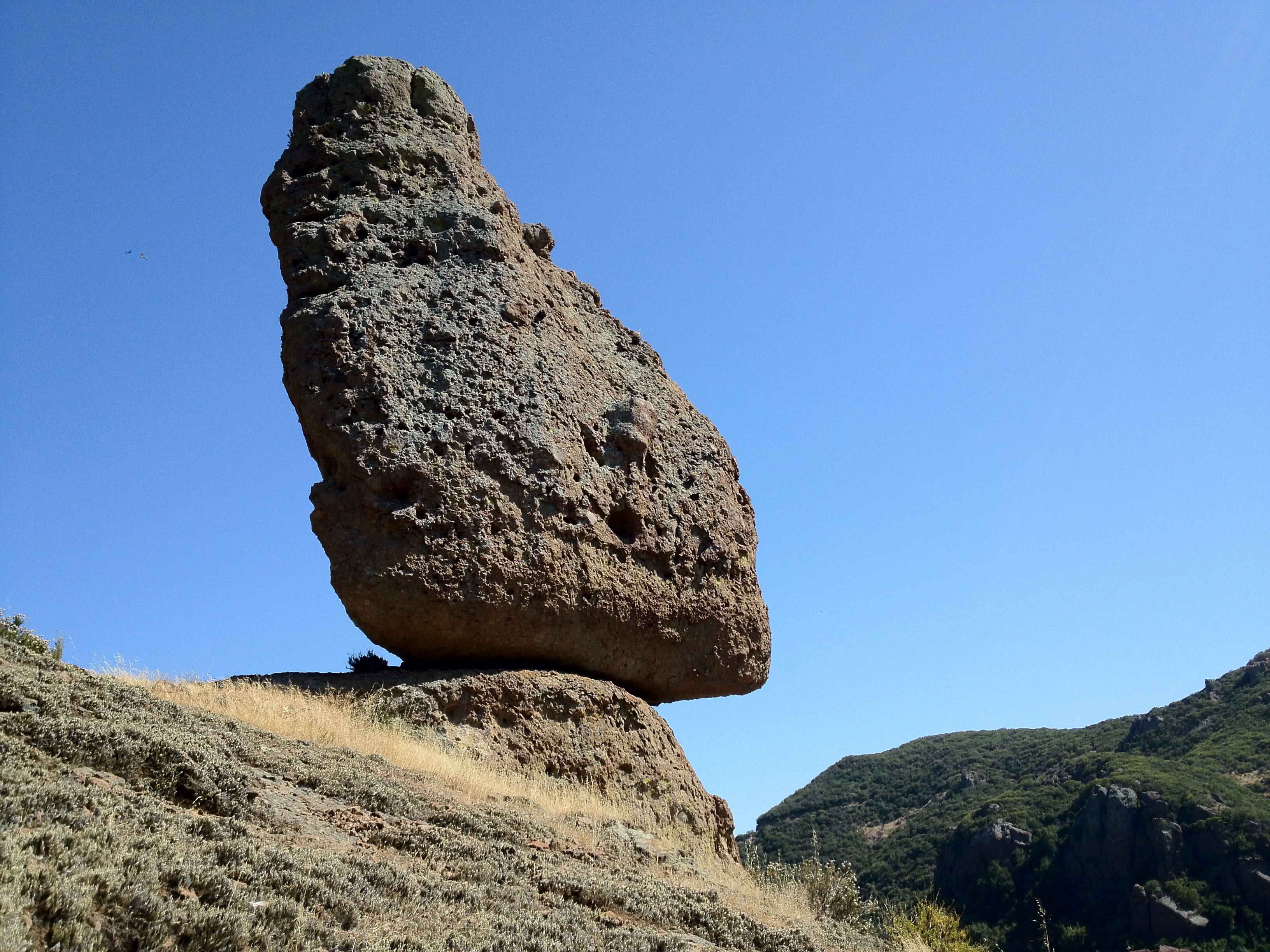
Balance Rock
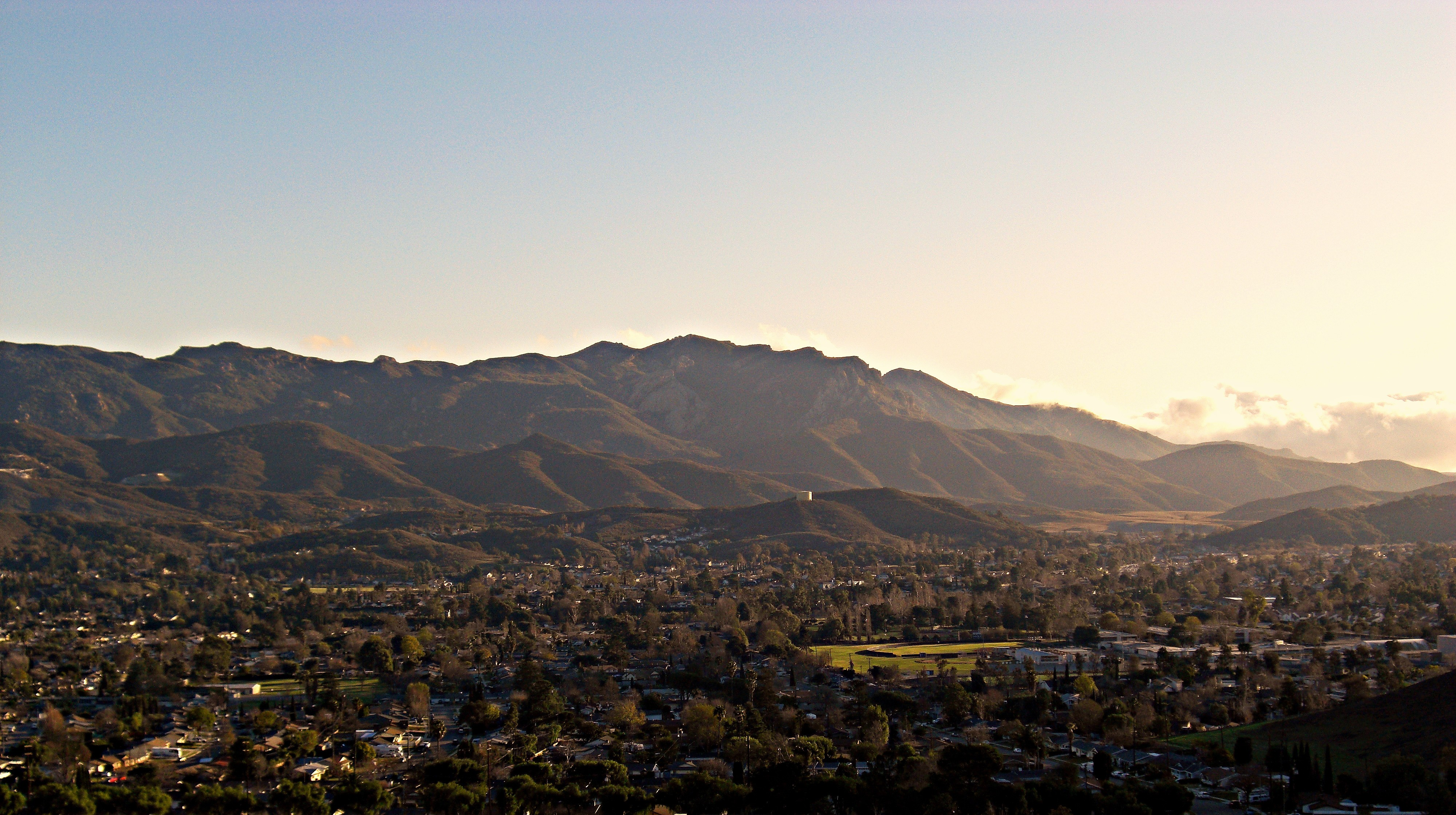
Městečko Casa Conejo. V pozadí je Santa Monica Mountains
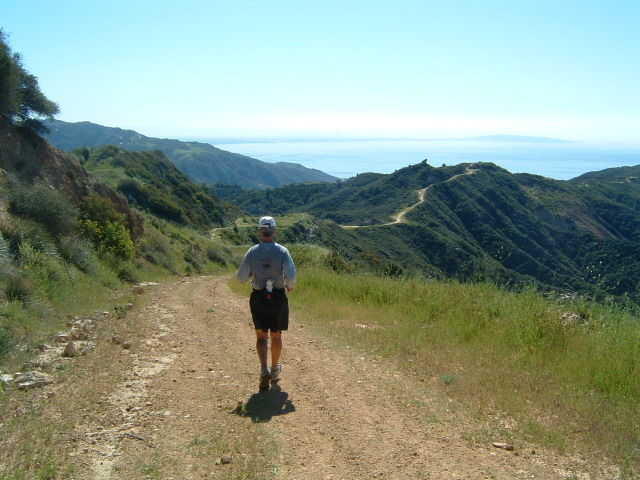
Backbone Trail
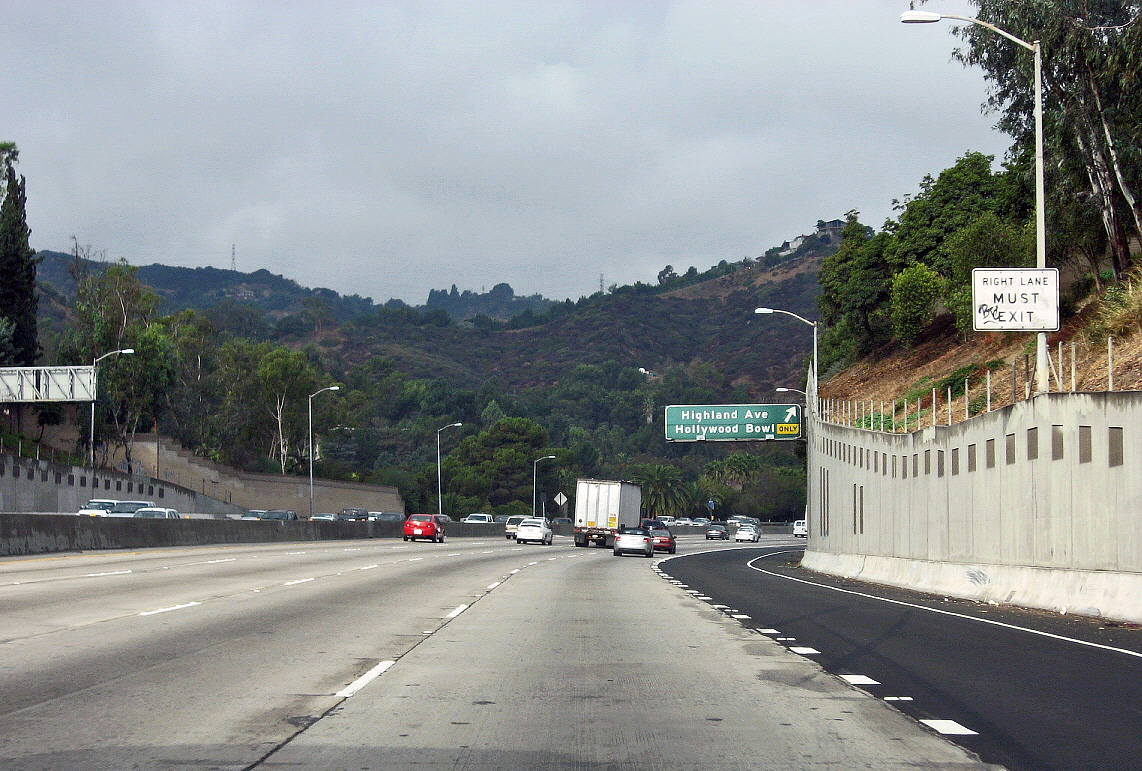
průsmyk Cahuenga
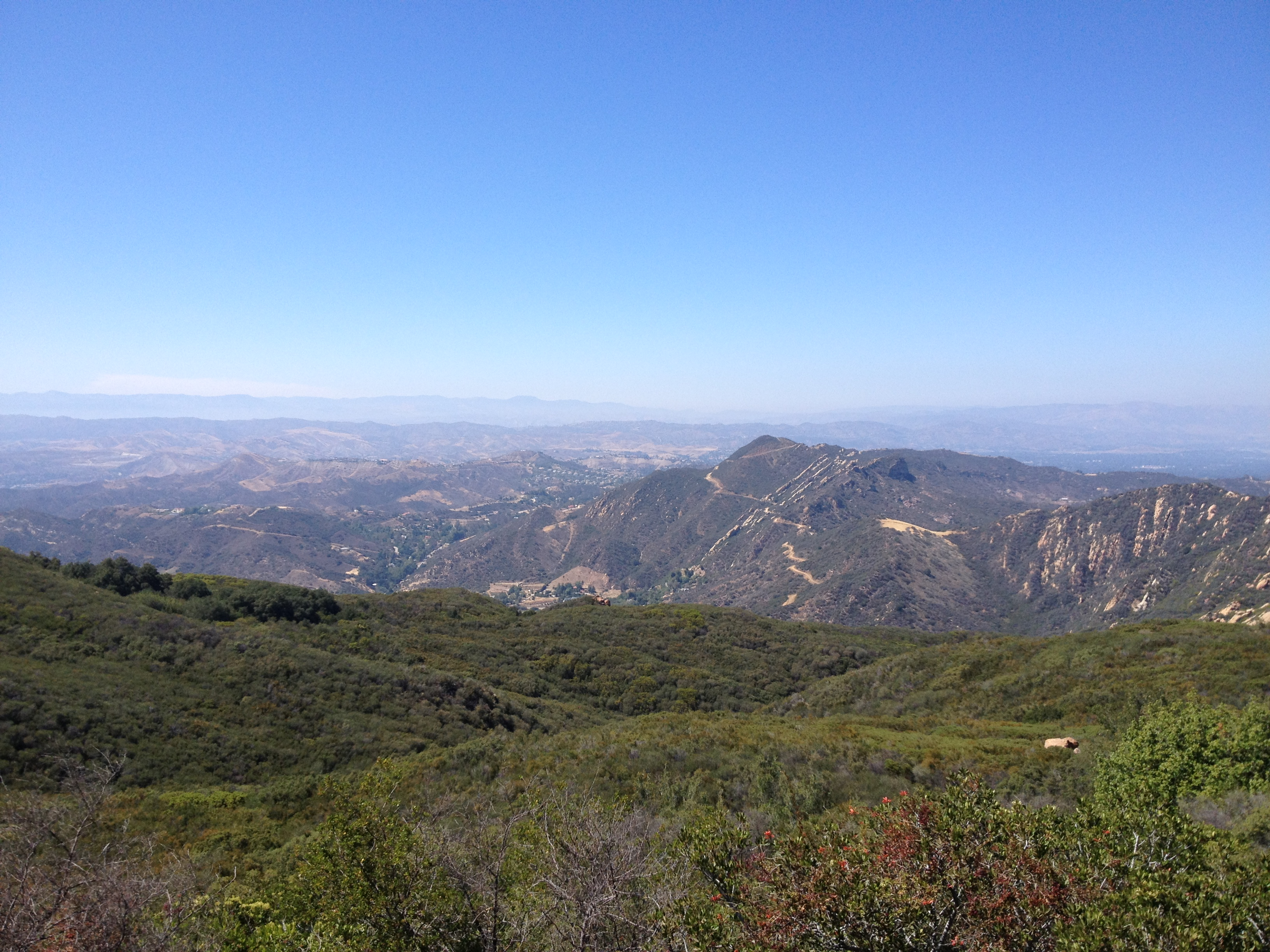
Kaňon Topanga
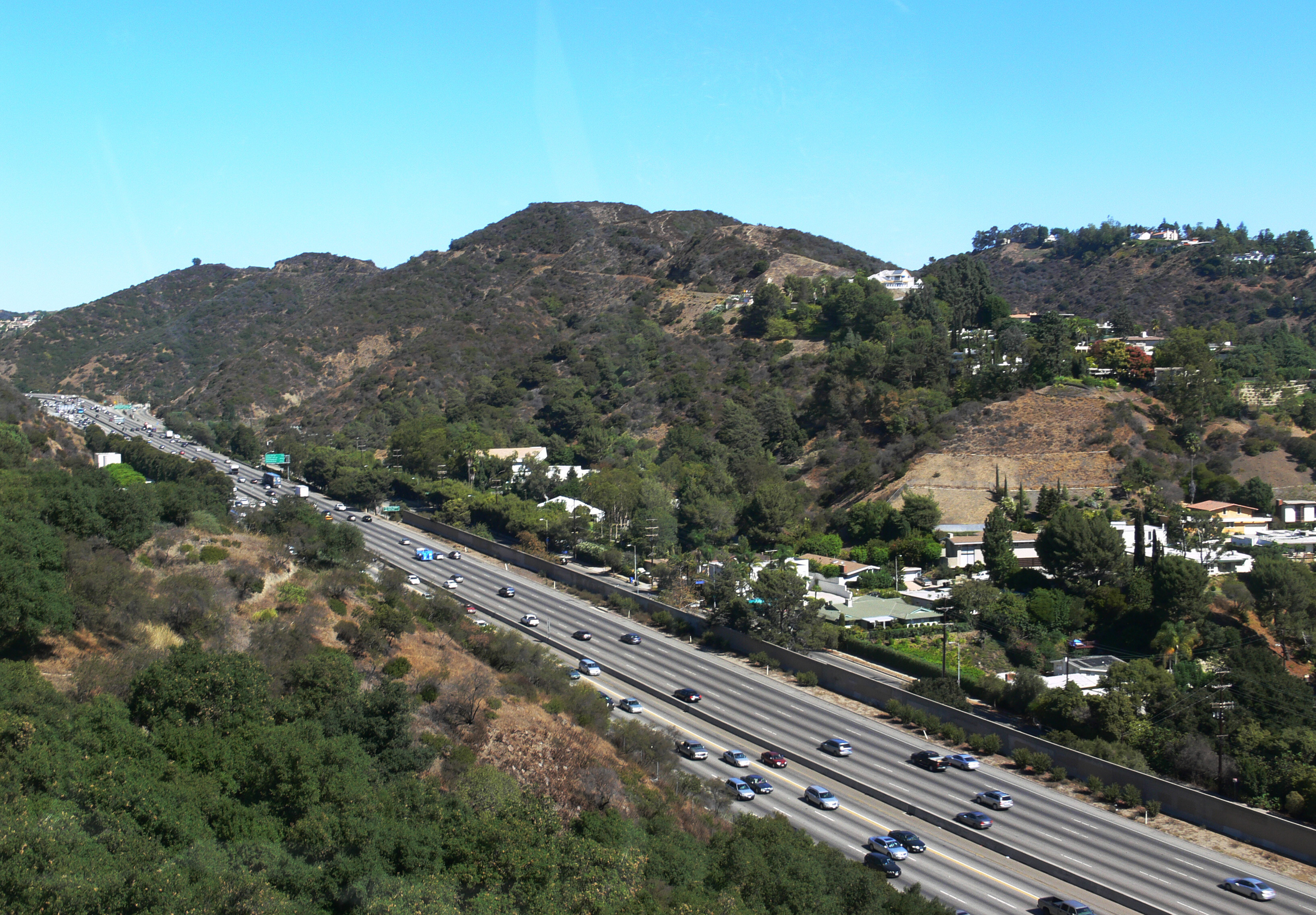
Průsmyk Sepulveda
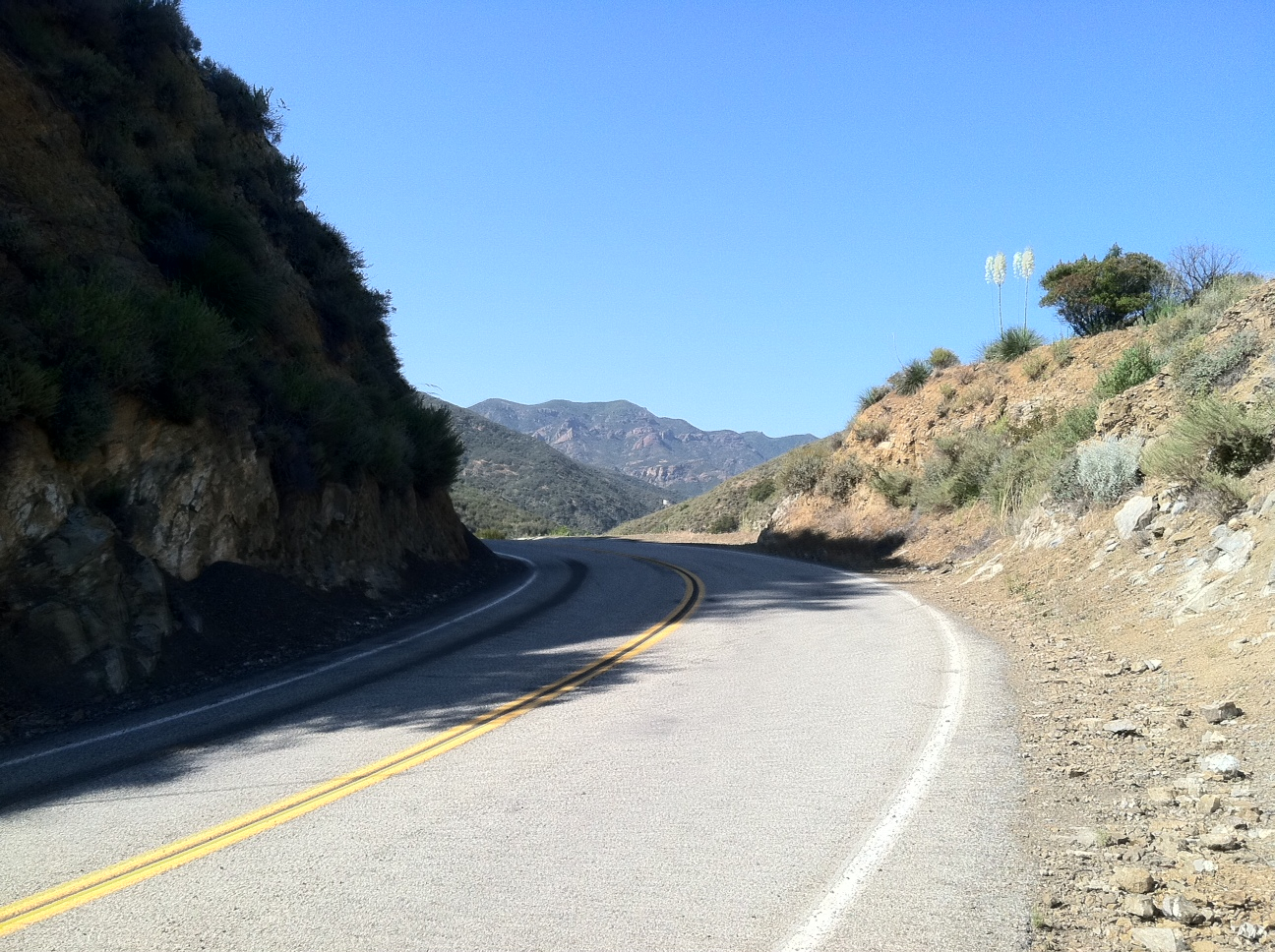
Mulholland Highway
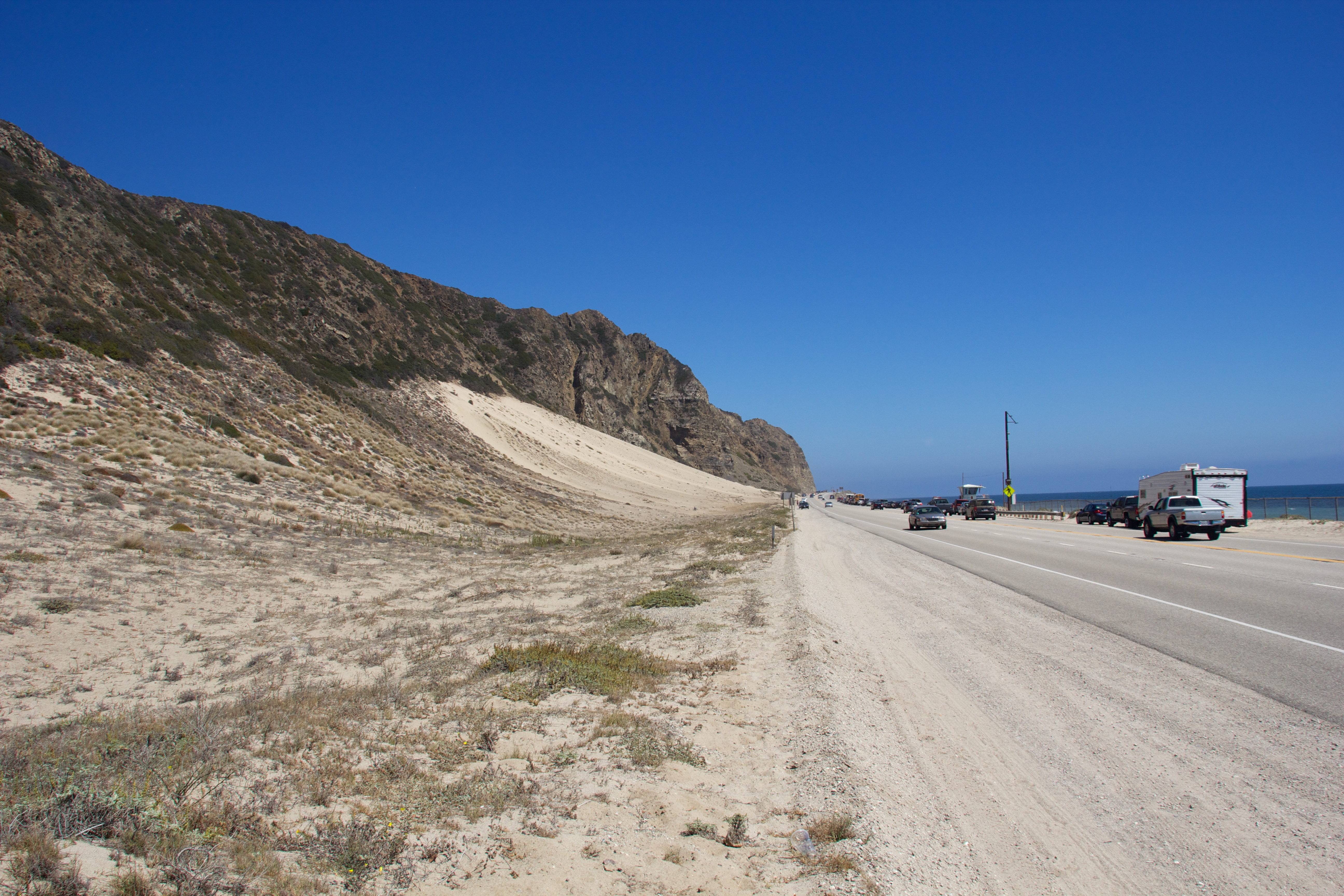
Point Mugu State Park
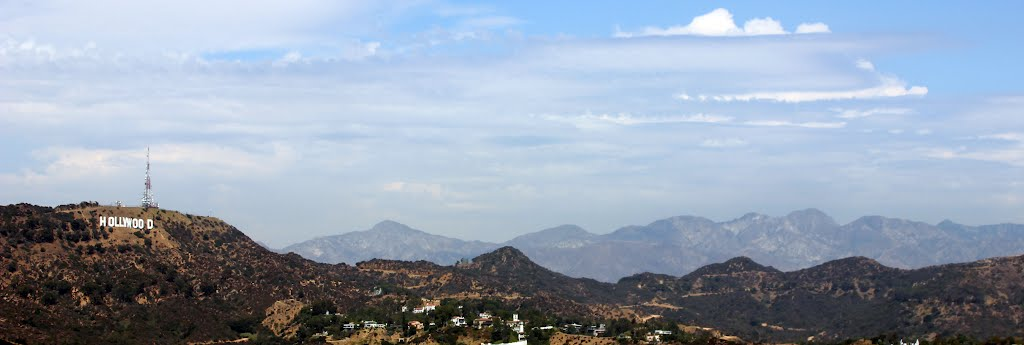
Hollywood Hills
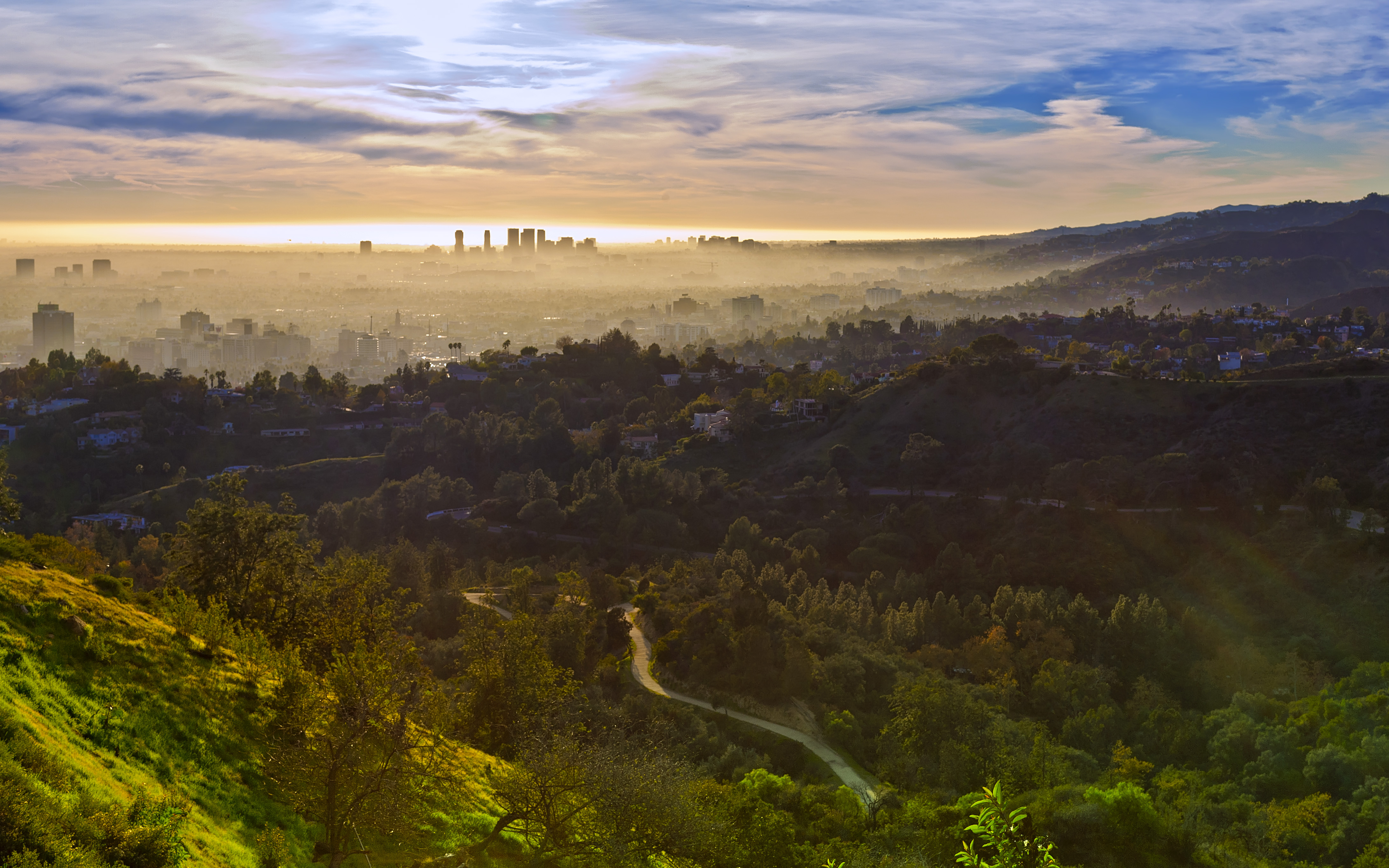
Griffith Park